# 外国人枠
外国人枠（がいこくじんわく）とは、ある集団においてその人員枠のうち、外国人の採用を前提とした枠のこと、もしくは外国人の所属人数などに対する制限のことである。
本項では主にスポーツ競技において実施されている、外国人選手枠とも称される後者のものに関して記載する。

## 概要
スポーツ競技における外国人枠は、外国人過多に伴う弊害を考慮に入れながらも、競技運営において外国人選手の存在は不可欠であることから、全面禁止することなく制限を設けたものであり、所属人数に対する制限と試合への参加人数に対する制限がある。主にプロの団体競技において実施されているものであるが、大相撲や学生スポーツなどにも採用されている。採用の理由としては国内選手の保護や戦力の均衡などが挙げられる一方で、競技の質の向上や国際競争力などの観点から制限を設けるべきではないとの声もあり賛否両論となっている。
なお、外国出身者であっても、競技団体の在籍する国への帰化や、同国での義務教育の修了などの条件を満たせば、国内選手と同じ扱い（いわゆる「在日外人枠」）になり、規制の対象から外れる場合もある。同様の措置は、帰化者を除く外国人選手を全面禁止している団体でも採用されていることがある。外国籍で生まれたのち、日本へ帰化した選手については、競技により日本人と同等扱いとする種目（プロ野球、サッカー他）と、外国人枠とは別枠の「帰化選手枠」の扱いとする種目（大相撲、Bリーグなど）とがあり、後者は外人枠と同じく登録人数に制限が敷かれている他、Jリーグのように、アジア枠（アジア地区の競技連盟に加盟している国・地域に出生した選手）を外人枠とは別枠で扱う種目もある。また、ラグビーユニオンのようにナショナルチームの資格が国籍によらない場合はナショナルチーム資格の有無によりカテゴリ分けして枠を設定するリーグもある。
また、競技運営団体によって外国人選手を規制する制度が定められていない場合でも、団体が在籍する国における外国人労働者に関する制度が実質的に外国人枠としての機能を持つ場合がある。

## 外国人選手および外国人枠による影響

### 競技の質への影響
競技における途上国が、先進国から高い技術や能力を持つ選手を獲得することで、観客に質の高いプレイを提供することができるようになる。また、これに触発されることによる国内選手の技術向上なども期待できる。ただし、国内選手が育たなかった場合、質を維持するため永続的に多くを外国人選手に頼らざるを得ない状況になる恐れもある。また、出場機会を奪われることにより実戦経験が積めず国内選手が育たなくなる恐れもある。

### モチベーションへの影響
優秀な外国人を獲得することで、質の高いプレイを間近に見られる環境や、出場枠争いの激化により国内選手のモチベーションの向上が期待される。一方で、この手の外国人選手は即戦力として獲得され無条件で出場枠が確保されていることから公平な競争環境とはならず、かえってモチベーションの低下につながる恐れもある。また、文化や言語の違う国から選手が来ることで、コミュニケーションや相互理解の不足などにより、選手個人またはチーム全体のモチベーションに影響する恐れがある。

### アイデンティティーへの影響
言語や文化、民族等の異なる選手が増えることでチームの地域性や国民性が失われ、サポーターのチームに対する愛着も失われる恐れがある。その国、地域土着の競技であるにもかかわらず、外国人に強豪が集まった場合は、特に地域性との兼ね合いが問題になりやすい。一方、多民族、多文化で構成される国においてはあまり問題視されることはない。

### 国際競争力への影響
チームメイトや対戦相手に外国人選手がいることで必然的に外国人との戦い方を身に付けてゆくことができ、国際的な競争力の向上につながる。一方で外国人選手が特定のポジションに集中した場合など、出場機会を奪われた国内選手の育成が遅れ、かえって悪影響を及ぼす可能性もある。

### チーム運営への影響
外国に目を向けることで選手獲得の選択肢が大幅に広がる。また、外国人選手が母国とのパイプとして機能し、ビジネスの幅にも影響する。その一方で、選手獲得に向けての調査や、獲得後の国内での生活等のサポート、また実績のある外国人の場合は多額の報酬も必要となることから経営を圧迫する恐れもある。

## 外国人枠の実例

### プロ野球
日本野球機構
メジャーリーグベースボール
メジャーリーグベースボール（MLB）において、1球団での外国人（アメリカ・カナダ以外の国の出身者）の保有枠は、傘下のマイナーリーグ（MiLB）チームまで含めた選手保有数の40％までと定められている。

### バスケットボール
B.LEAGUE・B3リーグ
- （B1・B2）外国籍選手は登録及び試合エントリー3人、同時に出場できる「オン・ザ・コート」2人まで。別途帰化選手（帰化申請中の選手は外国人扱い）またはアジア特別枠（中国、チャイニーズタイペイ、インドネシア、フィリピン、韓国）を1人追加可能。
- （B3）外国籍3人まで、帰化選手1人のみ。但し、帰化申請中の選手と、日本留学経験があるもの（高卒・大卒者）はそれぞれ外国籍・帰化枠とは別枠で各1人のみ登録可能。「オン・ザ・コート」は2人まで。
- インジュアリーリストを外国籍選手に適用している場合、その期間中に限定しての短期契約として追加登録が認められる。
- ただし、外国籍及び帰化選手であっても日本で生まれ育ち、日本の学校教育法に基づく義務教育を修了した者、または両親のどちらか一方が日本国籍である場合（この場合は日本での義務教育を修了していなくてもよい）は、日本選手（出生時より日本国籍を持つ者と同じ扱い）とみなされる（いわゆる「見なし日本人選手」）。この特例を適用された選手としてザック・バランスキー（非帰化）、張本天傑（帰化済み）らが該当する。

2020-21シーズン
- 新型コロナウイルス対策による入国制限により外国籍選手・アジア特別枠選手が入国できない場合、暫定的な追加契約を認め、入国可能になった時点で追加契約選手は登録抹消とする[2]。

2018-19シーズンから2019-20シーズンまで
- （B1・B2）外国籍選手は登録3人、試合エントリー及びオン・ザ・コートはともに2人まで。帰化選手はいずれも別途1人のみとする。

2017-18シーズンまで
- （B1・B2）外国籍・帰化選手は登録・試合エントリーとも合わせて3人まで。このうち帰化選手は1人のみとする。

「オン・ザ・コート」はクォーターごとに設定する。
（B1）1試合最大6までで対戦クラブごとに試合前に任意に申請・設定する（各クォーターの申請数は2まで）。オーバーコート（延長戦）となった場合は「オン・ザ・コート2」とする。
（B2）奇数クォーターは「オン・ザ・コート1」、偶数クォーターとオーバーコートは「オン・ザ・コート2」とする。
- （用語）

「オン・ザ・コート0」　外国籍は出場不可。帰化選手のみ1名出場可
「オン・ザ・コート1」　外国籍・帰化選手とも1名のみ出場可
「オン・ザ・コート2」　外国籍・帰化選手を含め2人まで出場可
※なお天皇杯全日本バスケットボール選手権大会については、原則として「オン・ザ・コート1」を適用するが、2017年・第92回のそれについては、Bリーグ勢同士の対戦についてはBリーグのルールを準用することも可能としている。
W LEAGUE
- 旧日本リーグ時代の1992年から2017年まで外国人枠（帰化選手及び一定条件を満たした選手除く）を廃止していたが、2017-18シーズンより在留5年以上かつWJBL事務局が認めた選手に限り2人まで登録可となった。2025-26シーズンの登録規定改定により在留5年以上の条件を撤廃し、登録枠は「外国籍2人＋帰化選手1人」、オン・ザ・コートは「外国籍1人＋帰化選手1人」とする[6]。

天皇杯・皇后杯
2025年度より
- 登録2名まで（レギュレーション内での変更は不可）。
- オン・ザ・コートは「外国籍1人＋帰化選手1人」。
- Bリーグにアジア特別枠として登録され選手は外国籍として扱う。

以下、過去に行われたもの
bjリーグ
アジア以外の外国人は選手登録5人（2010-11シーズンより）・同時出場3人（2008-09シーズンより）まで、別途アジア人枠はそれぞれ1人まで（合計は選手登録6人・同時出場4人まで）。なお、2004年の発足当時は登録・出場とも枠内での上限はなかった。
NBL
選手登録2人・同時出場は第1・第3ピリオド2人・第2・第4ピリオド・オーバータイム1人まで、別途帰化選手1人まで。

### バレーボール
SVリーグ
2024年からのSVリーグでは、外国籍枠2人とアジア枠1人の合計で最大3人。
以下、過去に行われたもの
Vリーグ
旧Vリーグ（2017-18シーズンまで）ではベンチ登録できる14人のうち外国人は1人までだった（一時期帰化選手を除き、日本人選手育成の観点から外国人枠を廃止したことがある）。
2018-19シーズンからの新生Vリーグではアジア枠（男子はASEAN諸国と中国、韓国、女子はASEAN諸国）として1人追加が可能になった。

### ラグビー
ジャパンラグビーリーグワン
2022年1月発足のジャパンラグビーリーグワンでは、従来の国籍による区分から日本代表資格の有無による区分に変更。カテゴリA（日本代表実績または資格あり）、カテゴリB（日本代表資格獲得見込み）、カテゴリC（他国代表歴ありなど）に分けられ、以下の通り適用される。
- チーム登録枠（大会エントリー）：当初はカテゴリCは3人以下、2023年1月以降はBとC合わせて10人以下または20％以下の少ない方。
- 試合23名登録枠（試合エントリー）：Aは17人以上、Cは3人以下。
- オン・ザ・ピッチ枠（同時出場）：Aは11人以上。

2026-27シーズンからは、登録区分の追加カテゴリとしてカテゴリAをA-1とA-2に区分し、A-1については従来のAのうち以下のいずれかを満たす者とし試合エントリー14人以上・同時出場8人以上とする。
- 義務教育期間9年のうち6年以上を日本で居住。
- 本人が日本出生、または両親祖父母のうち1人が日本出生。
- 日本代表キャップ30以上。

ウィメンズセブンズシリーズ
2015年までは2人までの外国人枠が設定されていたが、2016年より撤廃。
以下、過去に行われたもの
ジャパンラグビートップリーグ
アジア以外の外国人は登録人数の制限なし、同時出場2人まで、別途アジア人枠、特別枠（ワールドラグビー「競技に関する規定・第8条に定めるナショナルチーム（国家代表）でプレーする資格に準じ、開催年度6月末の段階で他国の代表になっていない選手」）はそれぞれ1人まで。

### アメリカンフットボール
Xリーグ
外国のプロリーグ（NFLなど）を経験していない外国籍選手に限り、1チーム4名まで。同時出場は2名まで。

### 大相撲
日本相撲協会

### アイスホッケー
日本アイスホッケーリーグ
一時期廃止（帰化者はこの限りではない）されていた時代があったが、1998年の長野オリンピック開催に伴う強化の一環として、日系人選手の登録が認められていた時代がある。
アジアリーグアイスホッケー
年度によって条件は異なるが、2023-2024年シーズンは3名まで外国人枠の登録が認められている。
またアジアリーグアイスホッケーに加盟している日本、韓国のクラブ間については、自国選手と同じ扱いとみなされる。（例として日本人選手が韓国のチームに移籍した場合でも、外国人とは扱われない）
かつては日系人も日本人と同等の扱いとなっていたが、現在は外国人扱いである。

### 全国高等学校体育連盟
全体
外国人留学生はエントリー人数の20％以内としている。
駅伝
外国人留学生選手のエントリーは2人まで、出場は1人のみ。
全国高等学校駅伝競走大会では最長区間となる1区での外国人留学生起用を禁止。